# Beppe Gabbiani
Giuseppe Dante Gabbiani, detto Beppe (Piacenza, 2 gennaio 1957), è un pilota automobilistico italiano che ha gareggiato anche in Formula 1.

## La carriera
Dopo un'egregia carriera nei kart iniziata nel 1971 (vince due titoli italiani, un titolo europeo a squadre senza però vincere nessuna prova e mai gare internazionali) passa alla Formula Italia e poi alla Formula 3 Europea, dove vince all'esordio in Francia. Dopo aver ottenuto un quarto posto in questa categoria passa alla più competitiva Formula 2 con il Trivellato Racing Team. La Surtees, a seguito dell'incidente occorso a Vittorio Brambilla nelle prime fasi del Gran Premio d'Italia del 1978, decide di affidargli la vettura per gli ultimi due Gran Premi. Gabbiani però non riuscirà a qualificarsi.
Nel 1979 continua in Formula 2 con il team March ufficiale, ma in subordine rispetto alla prima guida Marc Surer. Ciò nonostante riesce ad ottenere diversi buoni piazzamenti. Il suo rifiuto di cedere la posizione a Surer in un paio di gare gli costano però il posto alla March a fine anno. Sempre nel 1979 si iscrive anche al Gran Premio Dino Ferrari di Imola, non valido come prova del Mondiale F1, con una Shadow, ma non vi prenderà parte perché è vittima di un raggiro da parte del proprietario del team, Don Nichols: la partecipazione era stata finanziata dal padre Dante, ma durante le prove rompe il motore e la squadra si rifiuta di sostituirglielo se non viene versata una somma supplementare. Gabbiani decide di lasciare l'autodromo.
Nel 1980 cominciò a correre nelle gare di durata più prestigiose, pilotando anche vetture ufficiali Lancia e in tre occasione nel campionato ProCar, monomarca della BMW che allora si svolgeva nei week end dei gran premi di Formula 1 e che vedeva al via, oltre agli iscritti regolari, anche i sei migliori piazzati delle qualifiche della Formula 1. Non a caso il campione del 1979 fu Niki Lauda con BMW M1 del team Project 4 di Ron Dennis. A metà 1980, complice l'incidente mortale di Hoettinger ad Hockenheim, fu assunto dal Team Maurer di F2. Con la vettura del team tedesco sfiorò la vittoria a Pergusa. Ottenne poi solo un sesto posto a Zandvoort, ma la sua annata fu giudicata positiva e nel 1981 l'Osella lo richiamò in Formula 1.
I rapporti con Osella ben presto si deteriorarono e anche a causa dell'impossibilità di ottenere gomme da qualifica decenti (che spettavano invece per contratto al suo compagno di squadra Jarier), per ben 12 volte non poté qualificarsi e nei tre Gran Premi corsi non arrivò mai alla fine. Ritornato in Formula 2 sempre con il team Maurer, nel 1982 ebbe un'annata appena decente. Nel 1983 invece, al volante della March-BMW dominò la prima parte del campionato con 4 vittorie, (fra cui una leggendaria al Nürburgring Nordschleife, dopo un'aspra lotta con Alessandro Nannini finita all'ultima curva).
Nella seconda parte del campionato però dovette piegarsi allo strapotere delle Ralt-Honda di Palmer e Thackwell. Dalla stagione successiva in poi si concentrò sui campionati Sport e Turismo con un paio di fugaci apparizioni in F.2 e in Formula 3000. Negli anni 2000 partecipò varie volte alla 24 Ore di Le Mans, sia con il team Creation che con la Dome. Nel 2004 partecipò al campionato FIA GT con la Lamborghini del team francese DAMS. Nel 2009 in coppia con Piero Necchi, alla guida di una BMW M3 E92, corse nel C.I.T.E., il campionato italiano turismo endurance, risultando fra i protagonisti. Nel 2011 partecipò alla Lotus Cup Italia.

## Risultati F1
| 1978 | Scuderia | Vettura |  |  |  |  |  |  |  |  |  |  |  |  |  |  |    |    |  | Punti | Pos. |
| ---- | -------- | ------- |  |  |  |  |  |  |  |  |  |  |  |  |  |  | -- | -- |  | ----- | ---- |
| 1978 | Surtees  | TS20    |  |  |  |  |  |  |  |  |  |  |  |  |  |  | NQ | NQ |  | 0     |      |

| 1981 | Scuderia | Vettura |     |    |    |     |     |    |    |    |    |    |    |    |    |    |    |  |  | Punti | Pos. |
| ---- | -------- | ------- | --- | -- | -- | --- | --- | -- | -- | -- | -- | -- | -- | -- | -- | -- | -- |  |  | ----- | ---- |
| 1981 | Osella   | FA1B    | Rit | NQ | NQ | Rit | Rit | NQ | NQ | NQ | NQ | NQ | NQ | NQ | NQ | NQ | NQ |  |  | 0     |      |

| Legenda | 1º posto     | 2º posto | 3º posto    | A punti         | Senza punti/Non class.  | Grassetto – Pole position Corsivo – Giro più veloce |
| Legenda | Squalificato | Ritirato | Non partito | Non qualificato | Solo prove/Terzo pilota | Grassetto – Pole position Corsivo – Giro più veloce |